# Jaded (DJ-Team)
Jaded ist ein britisches House-Trio aus London, welches aus den DJs und Musikproduzenten Jordan Parkinson, Nariman Akrami und Teodoro Cretella besteht.

## Biographie
Die drei Musiker lernten sich in den Come Studios im Londoner Stadtteil Chiswick kennen. Nach einigen Remixen veröffentlichte das Trio 2016 die Single 4000Hz. Mit der im Sommer 2017 veröffentlichten Single In The Morning gelang Jaded der Einstieg in die französischen Singlecharts.

## Diskografie

### EPs
- 2014: Feelin’ Jaded EP
- 2015: Big Round & Juicy

### Singles
- 2016: 4000Hz
- 2017: In the Morning ( Frankreich: #72[2])